# Wengener Mühlbach
Die Wengener Mühlbach ist ein 7 km langer Bach bei Bad Wurzach.

## Lage
Der Wengener Mühlbach ist ein Bachlauf, der vollständig auf dem Gebiet der Stadt Bad Wurzach in Baden-Württemberg liegt und die Gemarkungen Haidgau, Unterschwarzach, Dietmanns und Bad Wurzach durchfließt. Er liegt nur wenige Kilometer östlich der europäischen Hauptwasserscheide und durchfließt auf einem großen Teil seiner Strecke das bedeutende Naturschutzgebiet Wurzacher Ried, wobei er sowohl Hochmoor-, Niedermoor- als auch Anmoorflächen dieses Schutzgebietes durchquert. Geografisch befindet er sich im Naturraum Riß-Aitrach-Platten (Naturraum-Nr. 41) innerhalb der Großlandschaft Donau-Iller-Lech-Platte (Großlandschaft-Nr. 4). Seine Quelle liegt grob in der Mitte zwischen Bad Waldsee und Bad Wurzach, etwa 900 Meter südlich des Weilers Graben und circa einen Kilometer westlich des Dorfes Wengen.

## Namensherkunft
Der Name des Wengener Mühlbachs leitet sich vom Weiler Wengen ab, der bereits im Jahr 805 als „Wangas“ urkundlich erwähnt wurde und etwa 75 Meter unterhalb seiner Quelle liegt. Der zweite Teil des Namens, „Mühlbach“, deutet auf die historische Nutzung des Bachwassers zum Antrieb von Mühlen hin.

## Einzugsgebiet
Das Einzugsgebiet des Wengener Mühlbachs umfasst eine Fläche von 15,915 km². Sein Umriss verläuft entlang des Achkanals und über Kramers, Schuhjoggens sowie den Höhenzug bis Unterschwarzach, wobei der Weiler Friedlings nur in seinem nördlichen Teil zum Einzugsgebiet gehört. Weiter verläuft die Grenze am nördlichen Waldrand zur B465 im Wurzacher Ried und folgt dieser bis zur Mündung des Wengener Mühlbachs in die Aitrach.

## Verlauf
| Quelle |

| Lokalisierung von Baden-Württemberg in Deutschland |

Der Wengener Mühlbach entspringt im Haidgauer Gemeindewald und fließt den Hinteren Berg hangabwärts, passiert zwei von ihm gespeiste Fischweiher und erreicht südlich der westlichen Gebäude Wengen. Südlich an der Kapelle Wengen vorbei verlässt er Wengen nördlich der östlichen Gebäude. Daraufhin gelangt er im Bereich Mühlbachwiesen in das Naturschutzgebiet Wurzacher Ried, verläuft über die Riedwiesen und Schlehfaß nordöstlich bis zum Nordrand des Schutzgebietes, wo er nach Osten abbiegt und zwischen der B 465 und dem südlich verlaufenden Fahrradweg fließt, um schließlich etwa 350 Meter vor dem Wanderparkplatz in die Aitrach (welche lokal auch den Namen Wurzacher Ach hat) zu münden.

## Zuflüsse und Flussbifurkationen
| \| Legende \| \| \| \| \| \| \| \| \| \| \| \| \| NN-TN1 \| \| \| \| \| \| \| \| NN-HB3 \| \| \| \| \| \| NN-BU6 \| \| \| \| \| \| Achkanal \| \| \| Umlach \| \| \| \| \| |        |  |          |  |
| Legende |        |  |          |  |
| |        |  |          |  |
| | NN-TN1 |  |          |  |
| |        |  | NN-HB3   |  |
| |        |  | NN-BU6   |  |
| |        |  | Achkanal |  |
| Umlach |        |  |          |  |

Hinweis: Die Bezeichnungen NN-TN1, NN-HB3, NN-FB3 und NN-BU6 sind technische Namen aus der amtlichen Gewässerkarte, da diese Bäche offiziell keine eigenen Namen besitzen.

### NN-TN1
Der Bach NN-TN1 ist ein etwa 0,953 km langer Bach, dessen Quelle auf circa 650 m ü. NHN direkt am Südrand des landwirtschaftlichen Betriebs im Weiler Riedhöfe liegt. Von dort fließt er zunächst etwa 240 m in südöstlicher Richtung durch die Flur Ried, knickt dann fast rechtwinklig ab und verläuft 400 m nach Osten, bevor er erneut fast rechtwinklig abbiegt und entlang der Südgrenze des Biotops Waldhochmoor Banholz weitere 350 m nach Südosten fließt. Schließlich mündet er auf etwa 650 m ü. NHN in den Wengener Mühlbach. Der Bach liegt vollständig innerhalb des Naturschutzgebietes Wurzacher Ried.

### NN-HB3
Der Bach NN-HB3 hat eine Länge von 1,868 km und verläuft auf einer konstanten Höhe von etwa 649 m ü. NHN. Sein Ursprung ist die Flussbifurkation vom Wengener Mühlbach, welche etwa 1,72 km vor der Mündung des Wengener Mühlbachs in die Aitrach liegt. Der Bach beschreibt zunächst einen leichten Südbogen, bevor er in südlicher Richtung abdreht und schließlich in die Dietmannser Ach mündet.

#### NN-FB3
NN-FB3 ist ein Zufluss des NN-HB3, der wiederum in den Wengener Mühlbach mündet. Seine Quelle liegt am nördlichen Rand von Menzlis, von wo aus er in südöstlicher Richtung zur B465 verläuft und etwa 20 Meter nach der Flussbifurkation in den NN-HB3 einmündet.

### NN-BU6
Der Bach NN-BU6 ist 1,251 km lang und verläuft ebenfalls auf einer Höhe von etwa 649 m ü. NHN. Sein Ursprung ist die Flussbifurkation vom Wengener Mühlbach, welche etwa 1,53 km vor der Mündung des Wengener Mühlbachs in die Aitrach liegt. Der Bach weist am Anfang einige Richtungsänderungen auf, bevor er geradlinig nach Osten fließt und in den Bach NN-HB3 mündet.

### Achkanal
Der Bach Achkanal, anfangs auch Kramersgraben genannt, entspringt nördlich von Haidgau und etwa 160 m westlich der Einöde Rotenhäusler auf circa 746 m ü. NHN. Er fließt südlich an Rotenhäusler vorbei und dann in südöstlicher Richtung durch die Erlenwiesen und den Weiler Kramers. Von Kramers aus verläuft er in östlicher Richtung zum Naturschutzgebiet Wurzacher Ried, wo er am Beginn des Schutzgebietes nach Süden abzweigt. Nördlich der Flur Hammerschieds Trieb biegt er nach Osten ab und verläuft grob parallel zur Aitrach in einem Abstand von etwa 75 bis 150 Metern, bis er kurz vor der B465 auf circa 648,5 m ü. NHN in diese mündet.

### Sonstiges
Mehrere wasserführende Gräben bei Ziegolz und den Riedhöfe fließen in den Hauptlauf des Wengener Mühlbach und aus dem Hochmoor des Wurzacher Ried entwässern einige Gräben in den Zufluss Achkanal, dessen Oberlauf auch Kramersgraben genannt wird.

## Biotope

### Bergbach Haidgauer Berg
Das geschützte Biotop Bergbach Haidgauer Berg (1,4567 ha) prägt einen tiefen Tobeleinschnitt mit schnell fließendem Wasser und kiesig-sandiger Sohle. Der Tobel ist mit Mischbeständen aus Fichte, Tanne und Buche bewachsen, und vielfach treten quellige Hänge auf. Im Osten verläuft der Bach am Waldrand und weist eine Breite von 0,8 bis 2 Metern auf.

### Erlenwald S Wengen
Der geschützte Erlenwald S Wengen (0,1985 ha) präsentiert sich als kleinflächiger, aber sehr typischer Schwarzerlen-Eschenwald mit üppigem Riesenschachtelhalm im Bereich einer quelligen Mulde mit Versinterung und Starknervmoos. Im Nordosten befinden sich eine Sickerquelle und ein Quellrinnsal, im Norden ein kurzer Bachabschnitt mit kiesigem Bett und klarem Wasser.

### Hecke südlich von Wengen
Die geschützte Hecke südlich von Wengen (0,0110 ha) säumt die Böschungen eines begradigten Baches und grenzt an Viehweiden. Die dichte Krautschicht und die bis zum Boden belaubten Sträucher deuten auf geringen Verbiss hin. Einzelne große Schwarzerlen sind in die Hecke eingestreut, die nach Osten mit einer hohen Birke endet.

### Torfstichwald O Ziegolz
Das geschützte Torfstichwald O Ziegolz (23,1525 ha) ist ein ehemaliges Torfstichgebiet am Rande des Wurzacher Riedes, das sich zu einem überwiegend birkenreichen Sukzessionswald mit Fichtenbeimischung und jüngeren Weiden-Faulbaumgebüschen entwickelt hat. Örtlich finden sich unbestockte Bereiche mit Hoch- und Zwischenmoorregenerationsstadien.

### Waldhochmoor Banholz
Das geschützte Waldhochmoor Banholz (14,2879 ha) liegt in der Pufferzone des Naturschutzgebiet Wurzacher Ried und ist ein großer, homogener Waldbestand mit typischen Ausprägungen seltener naturnaher Waldgesellschaften auf Hochmoorstandorten (Fichte und Spirke). Im Kernbereich findet sich Spirkenmoorwald, der fließend in den umgebenden lichten und stufigen Fichten-Moorrandwald mit Birken übergeht. Die Bodenvegetation wird von Torfmoosen und Beersträuchern dominiert. Frühere Entwässerung führte zu erhöhten Birkenanteilen und dichterem Bestandesschluss,

### Feuchtgebiet südwestlich von Iggenau
Das geschützte Feuchtgebiet südwestlich von Iggenau (0,8880 ha) liegt an der Grenze zum Naturschutzgebiet Wurzacher Ried und präsentiert sich als schmaler Bereich sehr nasser, brachgefallener Nasswiesen entlang des Mühlbachs. Es gliedert sich in zwei Teilbereiche, die Übergänge von Nasswiesen mit Arten wie Blutweiderich und der gefährdeten Kümmel-Silge zu Rohrglanzgras-Röhricht sowie mosaikartig verzahnte Bereiche mit Rohrglanzgras-Röhricht und Steifseggen-Ried aufweisen.

### Naßwiese westlich von Tanneck
Die geschützte Naßwiese westlich von Tanneck (3,8145 ha) ist ein artenreicher, entwässerter Nasswiesenbereich zwischen Mühlbach und B 465. Sie beherbergt gefährdete Binsen- und Wollgrasarten, Wasserstern in den Gräben und stellenweise Igelkolbenröhricht. Als Puffer und Trittstein zum Wurzacher Ried ist sie von besonderer lokaler Bedeutung.

## Arten
Im Bereich um den Wengener Mühlbach finden sich zahlreiche seltene Arten, darunter die stark gefährdete Draht-Segge (Carex diandra), welche unter anderem im Biotop Torfstichwald O Ziegolz vorkommt und dessen spezielle Bedingungen sie benötigt. Auch in anderen Biotopen entlang des Wengener Mühlbachs sind bemerkenswerte und seltene Arten anzutreffen.

### Stark gefährdet

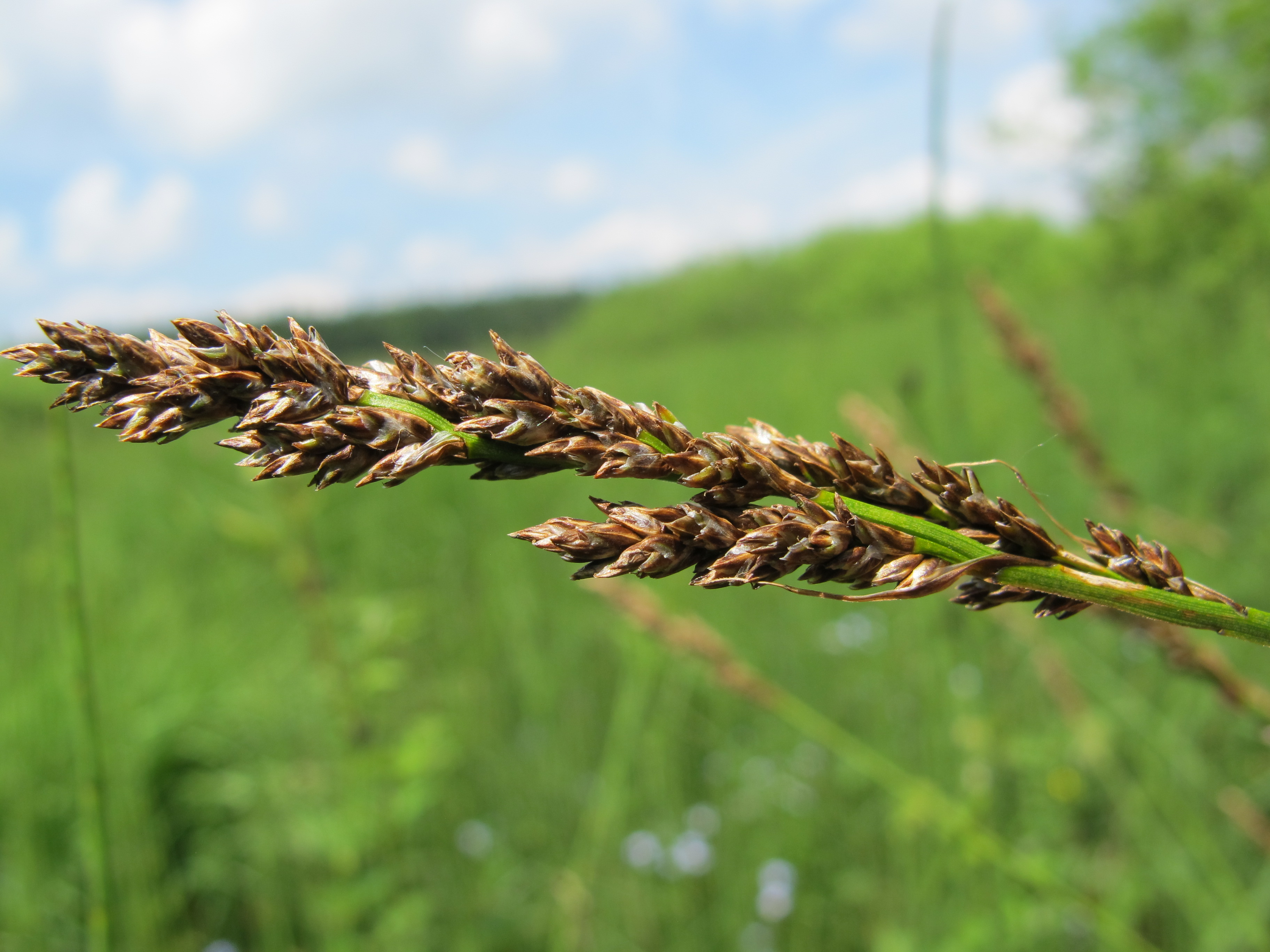
Draht-Segge (Carex diandra)

Die Kategorie 2 der Roten Liste führt „Stark gefährdete“ Arten, die einen erheblichen Rückgang erfahren haben oder durch aktuelle bzw. absehbare menschliche Einwirkungen stark bedroht sind und ohne Abwendung dieser Gefährdungslage voraussichtlich in die Kategorie „Vom Aussterben bedroht“ übergehen werden.
Die Draht-Segge (Carex diandra) ist eine ausdauernde, krautige Pflanze, die 20 bis 60 cm hoch wird und dünne, oben dreikantige Stängel sowie schmale Blätter besitzt. Ihre grundständigen Blattscheiden sind gelb- bis schwarzbraun. Sie wächst unter anderem im Bereich des Wengener Mühlbachs und wird auf der Roten Liste als stark gefährdet geführt.

### Gefährdet

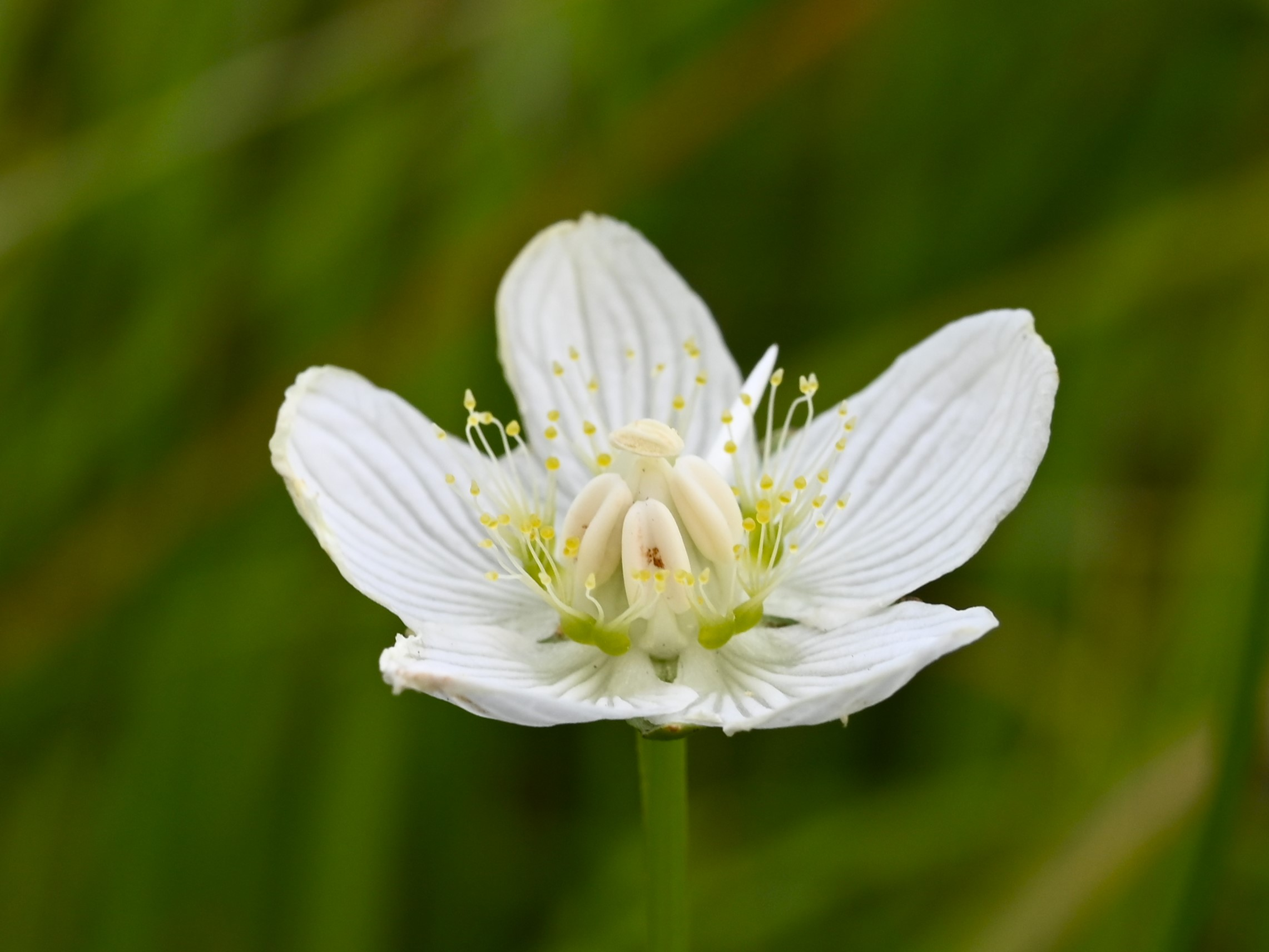
Parnassia palustris L. (Sumpf-Herzblatt)

Die Kategorie 3 der Roten Liste kennzeichnet „Gefährdete“ Arten, die einen deutlichen Rückgang aufweisen oder durch menschliche Einwirkungen bedroht sind und ohne Abwendung dieser Gefährdungslage voraussichtlich in die Kategorie „Stark gefährdet“ eingestuft werden.
- Andromeda polifolia L (Polei-Gränke)[Arten 4]
- Cirsium rivulare (Jacq.) All. (Bach-Kratzdistel)[Arten 5]
- Drosera rotundifolia L. (Rundblättriger Sonnentau)[Arten 6]
- Menyanthes trifoliata L. (Fieberklee)[Arten 7]
- Parnassia palustris L. (Sumpf-Herzblatt)[Arten 8]
- Pinus rotundata Link (Moor-Kiefer)[Arten 9]
- Rhynchospora alba (L.) Vahl (Weißes Schnabelried)[Arten 10]
- Vaccinium oxycoccos L. (Gewöhnliche Moosbeere)[Arten 11]

### Vorwarnliste

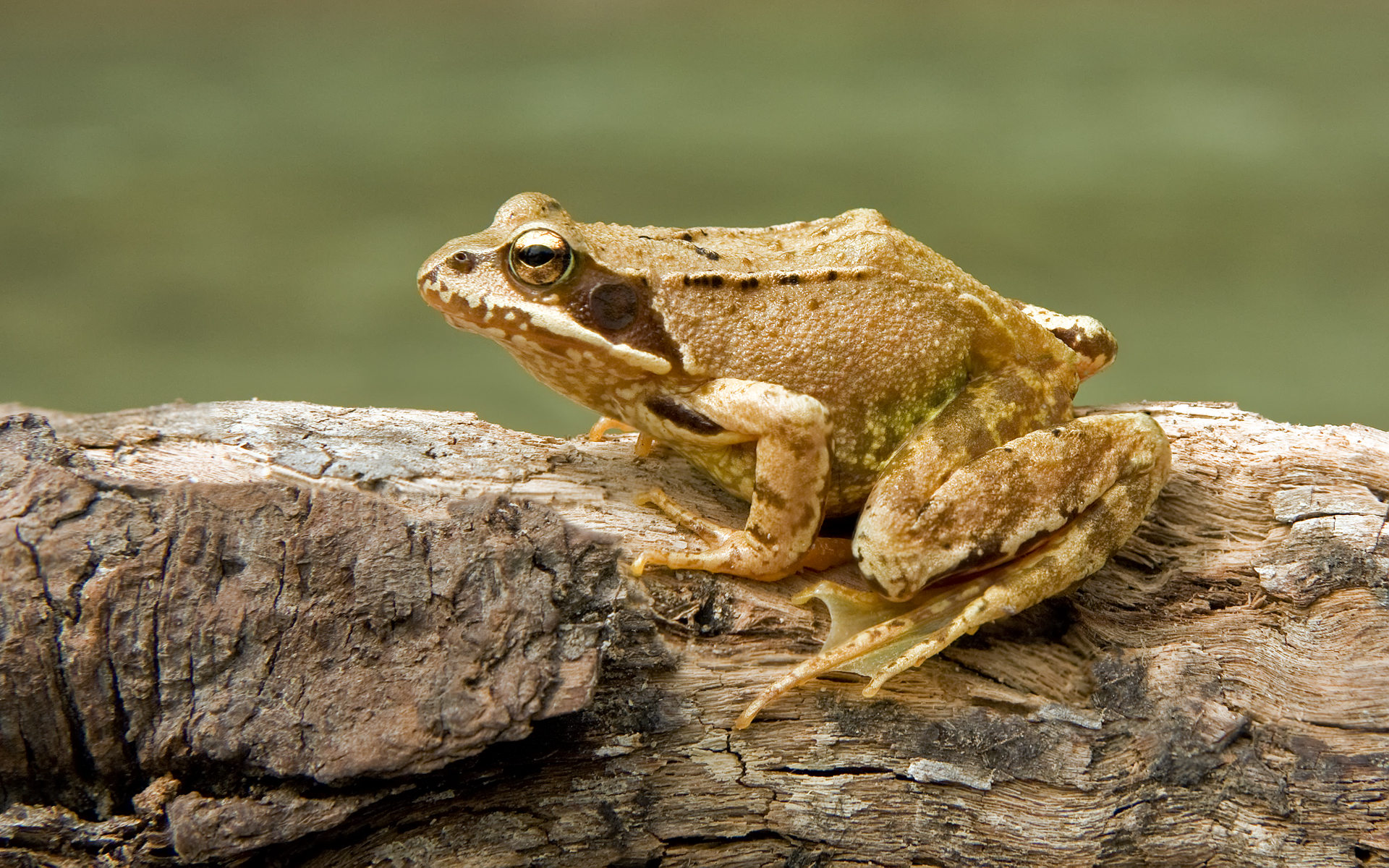
Rana temporaria (Grasfrosch)

Die Kategorie V der Roten Liste führt Arten auf der „Vorwarnliste“, welche zwar einen merklichen Rückgang zeigen, aktuell aber noch nicht als gefährdet gelten, bei Fortdauer bestandsreduzierender Einflüsse ist jedoch eine baldige Einstufung in die Kategorie „Gefährdet“ wahrscheinlich.
- Eleocharis uniglumis (Link) Schult. (Einspelzige Sumpfsimse)[Arten 12]
- Epilobium palustre L. (Sumpf-Weidenröschen)[Arten 13]
- Eriophorum angustifolium Honck. (Schmalblättriges Wollgras)[Arten 14]
- Eriophorum vaginatum L. (Scheidiges Wollgras)[Arten 15]
- Lysimachia thyrsiflora L (Strauß-Gilbweiderich)[Arten 16]
- Rana temporaria (Grasfrosch)[Arten 17]
- Selinum carvifolia (L.) L. (Kümmel-Silge)[Arten 18]
- Succisa pratensis Moench (Gewöhnlicher Teufelsabbiss)[Arten 19]
- Vaccinium uliginosum L. (Moor-Heidelbeere)[Arten 20]

### Andere seltene Arten

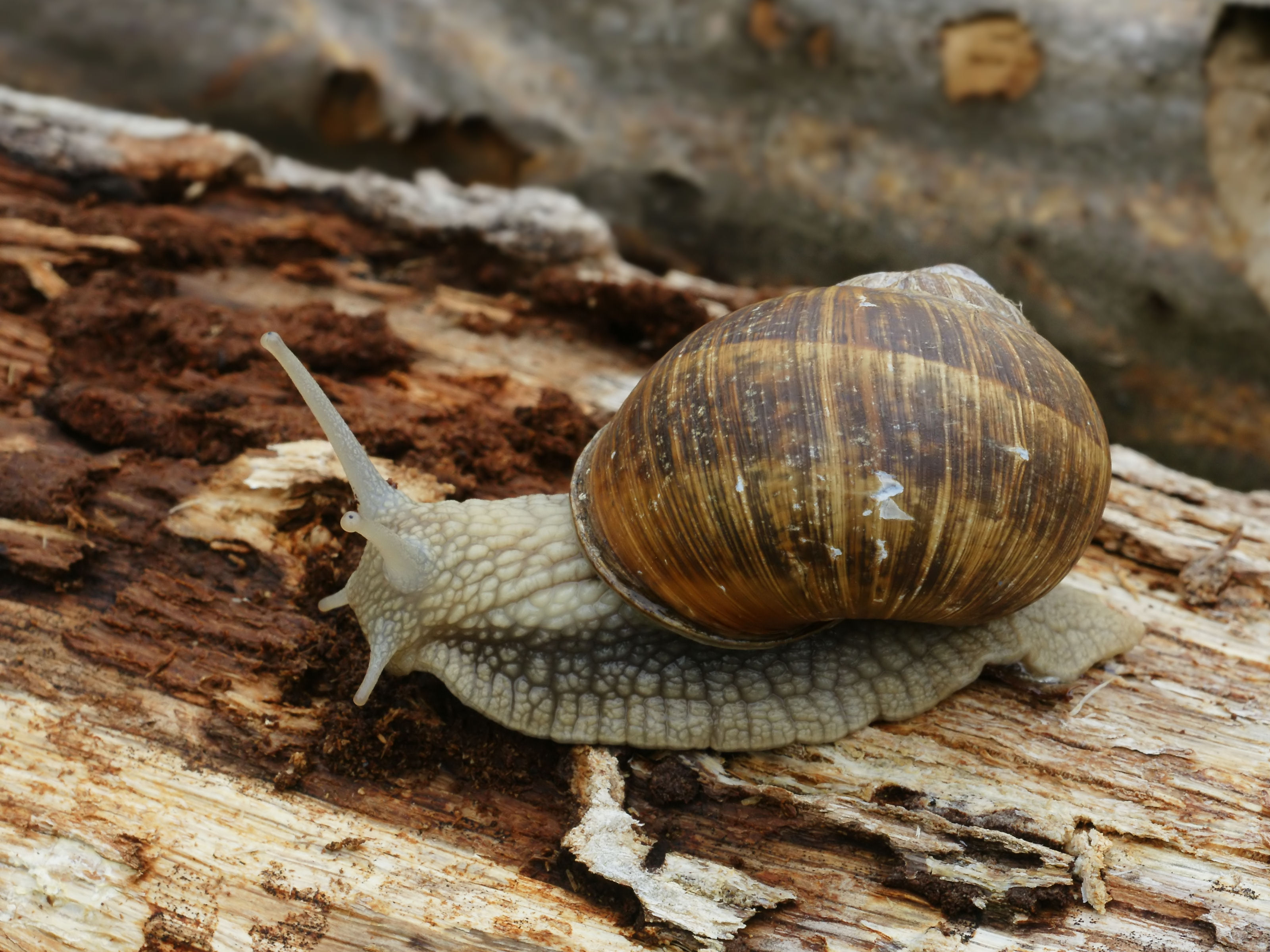
Helix pomatia (Weinbergschnecke)

Am Wengener Mühlbach kommen auch weitere seltene Arten vor, die aktuell nicht auf der Roten Liste der gefährdeten Arten oder der Vorwarnliste geführt werden und zur bemerkenswerten Vielfalt der dortigen Pflanzenwelt beitragen. Hierzu zählen beispielsweise
- Comarum palustre L. (Blutauge)[Arten 21]
- Galium mollugo agg. (Wiesen-Labkraut (Artengruppe))[Arten 22]
- Helix pomatia (Weinbergschnecke)[Arten 23]
- Peucedanum palustre (L.) Moench (Sumpf-Haarstrang)[Arten 24]
- Salix repens agg. (Kriech-Weide)[Arten 25]
- Vaccinium vitis-idaea L. (Preiselbeere)[Arten 26]

### Flussverläufe
1. ↑  LUBW-Karte Quelle Wengener Mühlbach  auf: Daten- und Kartendienst der Landesanstalt für Umwelt Baden-Württemberg (LUBW) (Hinweise)
2. ↑  LUBW-Karte Mündung Wengener Mühlbach  auf: Daten- und Kartendienst der Landesanstalt für Umwelt Baden-Württemberg (LUBW) (Hinweise)
3. ↑  Wurzacher Ach Karte: Hintergrundkarte - Daten- und Kartendienst der LUBW. Abgerufen am 7. April 2025.
4. ↑  NN-TN1 Karte: Hintergrundkarte - Daten- und Kartendienst der LUBW. Abgerufen am 7. April 2025.
5. ↑  NN-HB3 Karte: Hintergrundkarte - Daten- und Kartendienst der LUBW. Abgerufen am 7. April 2025.
6. ↑  NN-FB3 Karte: Kartenansicht - Daten- und Kartendienst der LUBW. Abgerufen am 8. April 2025.
7. ↑  NN-BU6 Karte: Hintergrundkarte - Daten- und Kartendienst der LUBW. Abgerufen am 7. April 2025.
8. ↑  Kramersgraben Karte: Hintergrundkarte - Daten- und Kartendienst der LUBW. Abgerufen am 7. April 2025.
9. ↑  Achkanal Karte: Hintergrundkarte - Daten- und Kartendienst der LUBW. Abgerufen am 7. April 2025.
10. ↑  Karte: Digitale Topographische Karte - Daten- und Kartendienst der LUBW. Abgerufen am 10. April 2025.
11. ↑  Karte: Digitale Topographische Karte - Daten- und Kartendienst der LUBW. Abgerufen am 10. April 2025.

### Einzugsgebiete
1. ↑  LUBW-Karte Einzugsgebiet Wengener Mühlbach  auf: Daten- und Kartendienst der Landesanstalt für Umwelt Baden-Württemberg (LUBW) (Hinweise)
2. ↑  Wengener Mühlbach Karte: Hintergrundkarte - Daten- und Kartendienst der LUBW. Abgerufen am 7. April 2025.

### Biotope
1. ↑  Tabelle: Biotop - Erhebungsbogen Bergbach Haidgauer Berg - Daten- und Kartendienst der LUBW. Abgerufen am 7. April 2025.
2. ↑  Tabelle: Biotop - Erhebungsbogen Erlenwald S Wengen - Daten- und Kartendienst der LUBW. Abgerufen am 7. April 2025.
3. ↑  Tabelle: Biotop - Erhebungsbogen Hecke südlich von Wengen - Daten- und Kartendienst der LUBW. Abgerufen am 7. April 2025.
4. ↑  Tabelle: Biotop - Erhebungsbogen Torfstichwald O Ziegolz - Daten- und Kartendienst der LUBW. Abgerufen am 7. April 2025.
5. ↑  Tabelle: Biotop - Erhebungsbogen Waldhochmoor Banholz - Daten- und Kartendienst der LUBW. Abgerufen am 7. April 2025.
6. ↑  Tabelle: Biotop - Erhebungsbogen Feuchtgebiet süd-westlich von Iggenau - Daten- und Kartendienst der LUBW. Abgerufen am 7. April 2025.
7. ↑  Tabelle: Biotop - Erhebungsbogen Naßwiese westlich von Tanneck - Daten- und Kartendienst der LUBW. Abgerufen am 7. April 2025.

### Arten
1. 1 2 3  Redaktion: BMBF LS5 Internetredaktion: Draht-Segge: Rote-Liste-Kategorien - Rote-Liste-Zentrum Rote-Liste-Zentrum. Abgerufen am 10. April 2025.
2. ↑  Art Info. Abgerufen am 10. April 2025.
3. ↑  Redaktion: BMBF LS5 Internetredaktion: Draht-Segge: Detailseite - Rote-Liste-Zentrum Rote-Liste-Zentrum. Abgerufen am 10. April 2025.
4. ↑  Redaktion: BMBF LS5 Internetredaktion: Polei-Gränke Detailseite - Rote-Liste-Zentrum Rote-Liste-Zentrum. Abgerufen am 10. April 2025.
5. ↑  Redaktion: BMBF LS5 Internetredaktion: Bach-Kratzdistel Detailseite - Rote-Liste-Zentrum Rote-Liste-Zentrum. Abgerufen am 10. April 2025.
6. ↑  Redaktion: BMBF LS5 Internetredaktion: Rundblättriger Sonnentau Detailseite - Rote-Liste-Zentrum Rote-Liste-Zentrum. Abgerufen am 10. April 2025.
7. ↑  Redaktion: BMBF LS5 Internetredaktion: Fieberklee Detailseite - Rote-Liste-Zentrum Rote-Liste-Zentrum. Abgerufen am 10. April 2025.
8. ↑  Redaktion: BMBF LS5 Internetredaktion: Sumpf-Herzblatt Detailseite - Rote-Liste-Zentrum Rote-Liste-Zentrum. Abgerufen am 10. April 2025.
9. ↑  Redaktion: BMBF LS5 Internetredaktion: Moor-Kiefer Detailseite - Rote-Liste-Zentrum Rote-Liste-Zentrum. Abgerufen am 10. April 2025.
10. ↑  Redaktion: BMBF LS5 Internetredaktion: Weißes Schnabelried Detailseite - Rote-Liste-Zentrum Rote-Liste-Zentrum. Abgerufen am 10. April 2025.
11. ↑  Redaktion: BMBF LS5 Internetredaktion: Gewöhnliche Moosbeere Detailseite - Rote-Liste-Zentrum Rote-Liste-Zentrum. Abgerufen am 10. April 2025.
12. ↑  Redaktion: BMBF LS5 Internetredaktion: Einspelzige Sumpfsimse Detailseite - Rote-Liste-Zentrum Rote-Liste-Zentrum. Abgerufen am 10. April 2025.
13. ↑  Redaktion: BMBF LS5 Internetredaktion: Sumpf-Weidenröschen Detailseite - Rote-Liste-Zentrum Rote-Liste-Zentrum. Abgerufen am 10. April 2025.
14. ↑  Redaktion: BMBF LS5 Internetredaktion: Schmalblättriges Wollgras Detailseite - Rote-Liste-Zentrum Rote-Liste-Zentrum. Abgerufen am 10. April 2025.
15. ↑  Redaktion: BMBF LS5 Internetredaktion: Scheidiges Wollgras Detailseite - Rote-Liste-Zentrum Rote-Liste-Zentrum. Abgerufen am 10. April 2025.
16. ↑  Redaktion: BMBF LS5 Internetredaktion: Strauß-Gilbweiderich Detailseite - Rote-Liste-Zentrum Rote-Liste-Zentrum. Abgerufen am 10. April 2025.
17. ↑  Redaktion: BMBF LS5 Internetredaktion: Artensuchmaschine - Rote-Liste-Zentrum Rote-Liste-Zentrum. Abgerufen am 10. April 2025.
18. ↑  Redaktion: BMBF LS5 Internetredaktion: Kümmel-Silge Detailseite - Rote-Liste-Zentrum Rote-Liste-Zentrum. Abgerufen am 10. April 2025.
19. ↑  Redaktion: BMBF LS5 Internetredaktion: Gewöhnlicher Teufelsabbiss Detailseite - Rote-Liste-Zentrum Rote-Liste-Zentrum. Abgerufen am 10. April 2025.
20. ↑  Redaktion: BMBF LS5 Internetredaktion: Moor-Heidelbeere Detailseite - Rote-Liste-Zentrum Rote-Liste-Zentrum. Abgerufen am 10. April 2025.
21. ↑  Redaktion: BMBF LS5 Internetredaktion: Blutauge Detailseite - Rote-Liste-Zentrum Rote-Liste-Zentrum. Abgerufen am 10. April 2025.
22. ↑  Redaktion: BMBF LS5 Internetredaktion: Wiesen-Labkraut Detailseite - Rote-Liste-Zentrum Rote-Liste-Zentrum. Abgerufen am 10. April 2025.
23. ↑  Redaktion: BMBF LS5 Internetredaktion: Weinbergschnecke Detailseite - Rote-Liste-Zentrum Rote-Liste-Zentrum. Abgerufen am 10. April 2025.
24. ↑  Redaktion: BMBF LS5 Internetredaktion: Sumpf-Haarstrang Detailseite - Rote-Liste-Zentrum Rote-Liste-Zentrum. Abgerufen am 10. April 2025.
25. ↑  Redaktion: BMBF LS5 Internetredaktion: Kriech-Weide Detailseite - Rote-Liste-Zentrum Rote-Liste-Zentrum. Abgerufen am 10. April 2025.
26. ↑  Redaktion: BMBF LS5 Internetredaktion: Preiselbeere Detailseite - Rote-Liste-Zentrum Rote-Liste-Zentrum. Abgerufen am 10. April 2025.

### Sonstiges
1. ↑  Karte Moore: Digitale Topographische Karte - Daten- und Kartendienst der LUBW. Abgerufen am 10. April 2025.
2. ↑  Karte Riß-Aitrach-Platten: Digitale Topographische Karte - Daten- und Kartendienst der LUBW. Abgerufen am 10. April 2025.
3. ↑  Wengen - Wohnplatz - Detailseite - LEO-BW. Abgerufen am 12. April 2025.